# ヒドランゲノール
ヒドランゲノール（hydrangenol）は、化学構造上はジヒドロイソクマリン類に分類される有機化合物の1つである。アジサイ科（Hydrangea）に含まれている場合がある。

## 構造

ヒドランゲノールの構造。8位はイソクマリン環

に付いている水酸基が結合している炭素の番号である。4'位はベンゼン環に付いている水酸基が結合している炭素の番号である。
ヒドランゲノールに「ol」とアルコールを意味する接尾語が付いており、イソクマリン環の8位と、ベンゼン環の4位に水酸基が結合している。また、その構造から明らかなように、イソクマリン環の3位の炭素、つまり、イソクマリン環にベンゼン環が結合している炭素は、キラル中心であり、1対の鏡像異性体が存在する。

## 所在
アジサイ（Hydrangea macrophylla）には、ヒドランゲノールの8位に結合している水酸基にグルコースがエーテル結合した配糖体であるヒドランゲノール-8-O-グルコシドとしても含有されている。なお、アジサイの変種と言われるアマチャ（Hydrangea macrophylla Seringe var. thunbergii）にも含有されている。
また、Hydrangeae Dulcis Foliumには、ヒドランゲノールの4'位に結合している水酸基にグルコースが結合した配糖体が含有されており、右旋性の(+)-ヒドランゲノール-4'-O-グルコシドが含まれている。これに加えて、左旋性の(-)-ヒドランゲノール-4'-O-グルコシドも含まれている。